# 松山照雄
松山 照雄（まつやま てるお、1934年11月25日 － ）は、元プロボクサー。大阪市生野区出身。元日本ウェルター級チャンピオン。日本ウェルター級王座を二度獲得した。
1950年プロデビュー。1953年7月6日、大貫照雄の持つ日本ウェルター級タイトルに挑戦するが、9回TKO負け。同年11月19日に再挑戦するも、今度は9回反則負け。そして1955年1月6日、大貫の強打をフットワークでかわし判定勝ち、三度目の正直で王座奪取。関西に久々のタイトルをもたらした。
その後福地健治、羽後武夫と二度の防衛を果たすが、1956年2月28日、福地の再挑戦に屈し王座を奪われる。しかし同年10月3日、7回KOで福地から王座を奪還。この王座は一度防衛したが、1957年8月22日、再度福地に王座を奪われた。

## 通算戦績
64戦31勝（7KO）26敗3引分け4EX